# پینولین
پینولین (به انگلیسی: Pinoline) با فرمول شیمیایی C۱۲H۱۴N۲O یک ترکیب شیمیایی است. 